# Charles Macintosh (Erfinder)

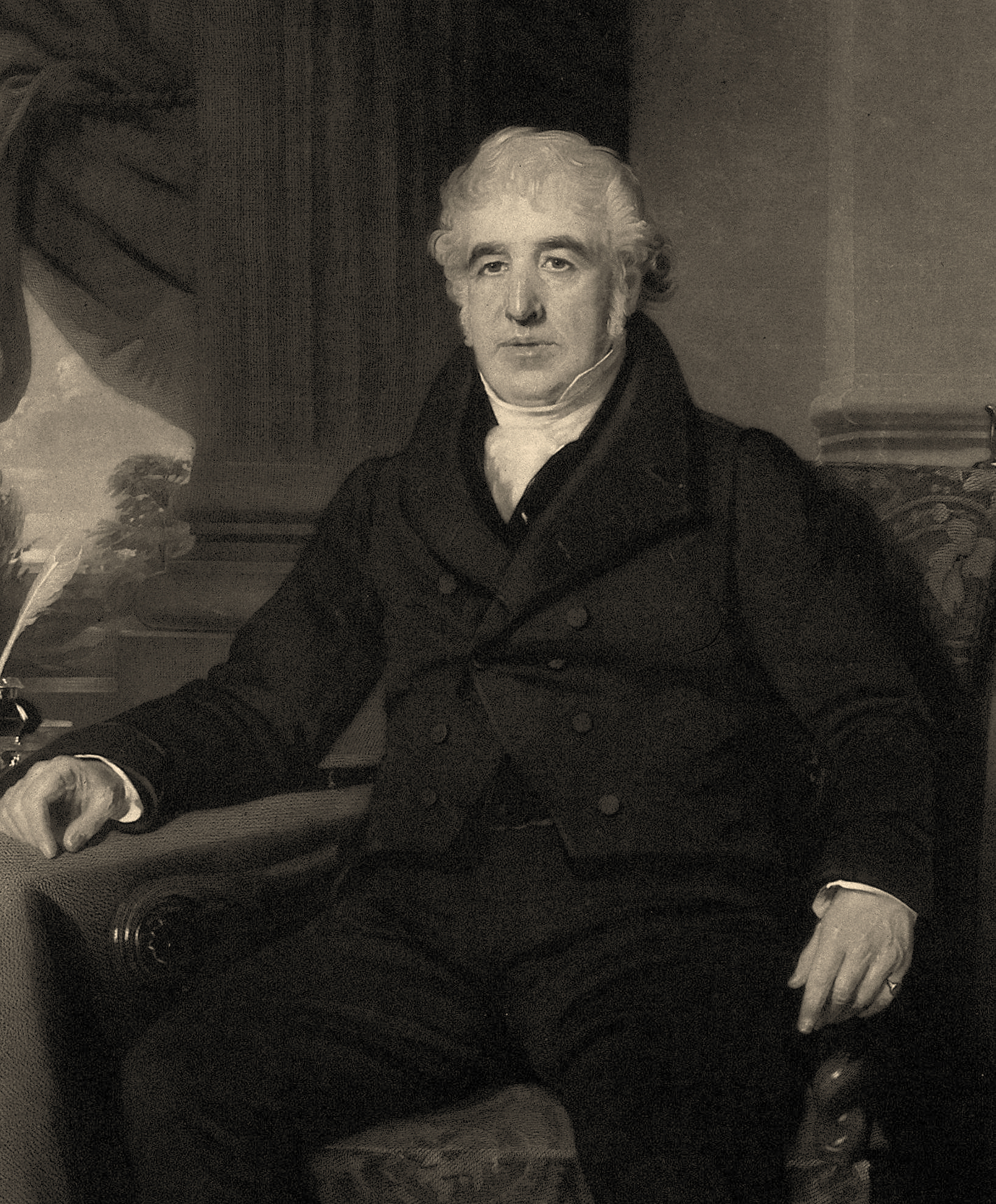
Charles Macintosh

Charles Macintosh (* 29. Dezember 1766 in Glasgow; † 25. Juli 1843) Sohn von George Macintosh und Mary Moore war ein schottischer Chemiker und der Erfinder des nach ihm benannten wasserdichten Regenmantels Mackintosh.

## Leben
Macintosh heiratete 1790 Mary Fisher, sie hatten einen Sohn zusammen, George Macintosh (1791–1848). Macintosh gelang in seiner chemischen Fabrik zu Crossbacket bei Glasgow um 1820 erstmals die Darstellung des Bleizuckers. 1823 entwickelte er einen nach ihm benannten, mit Hilfe von Kautschuk dargestellten und besonders zu Mänteln benutzten wasserdichten Kleiderstoff. Im selben Jahr wurde er wegen seiner chemischen Entdeckungen zum Fellow der Royal Society gewählt. 1825 verbesserte er die Fabrikation von Berliner Blau und erfand in demselben Jahr die Stahlbereitung durch Glühen des Eisens in Kohlenwasserstoffgas. Im Jahr 1828 wurde er Partner mit James Beaumont Neilson.